# Know Your Meme
Know Your Meme (дослівно — «знай свій мем») — сайт, присвячений опису інтернет-мемів.

## Опис
Сайт почав роботу в грудні 2007 року в якості відео-сервісу. Вміст сайту може редагуватися користувачами і згодом схвалюється або видаляється адміністраторами. На сайті є форум, блог та магазин. У березні 2011 року сайт був придбаний мережею ICHC за неназвану семизначну суму. На кінець липня 2012 року на сайті міститься опис майже 1300 інтернет-мемів.

## Нагороди і досягнення
- 2010 рік — місце в шорт-листі премії Streamy Awards[en][6].
- 2012 рік — премія Веббі в розділі «блог про культуру»[7].